# Bolero (äpple)

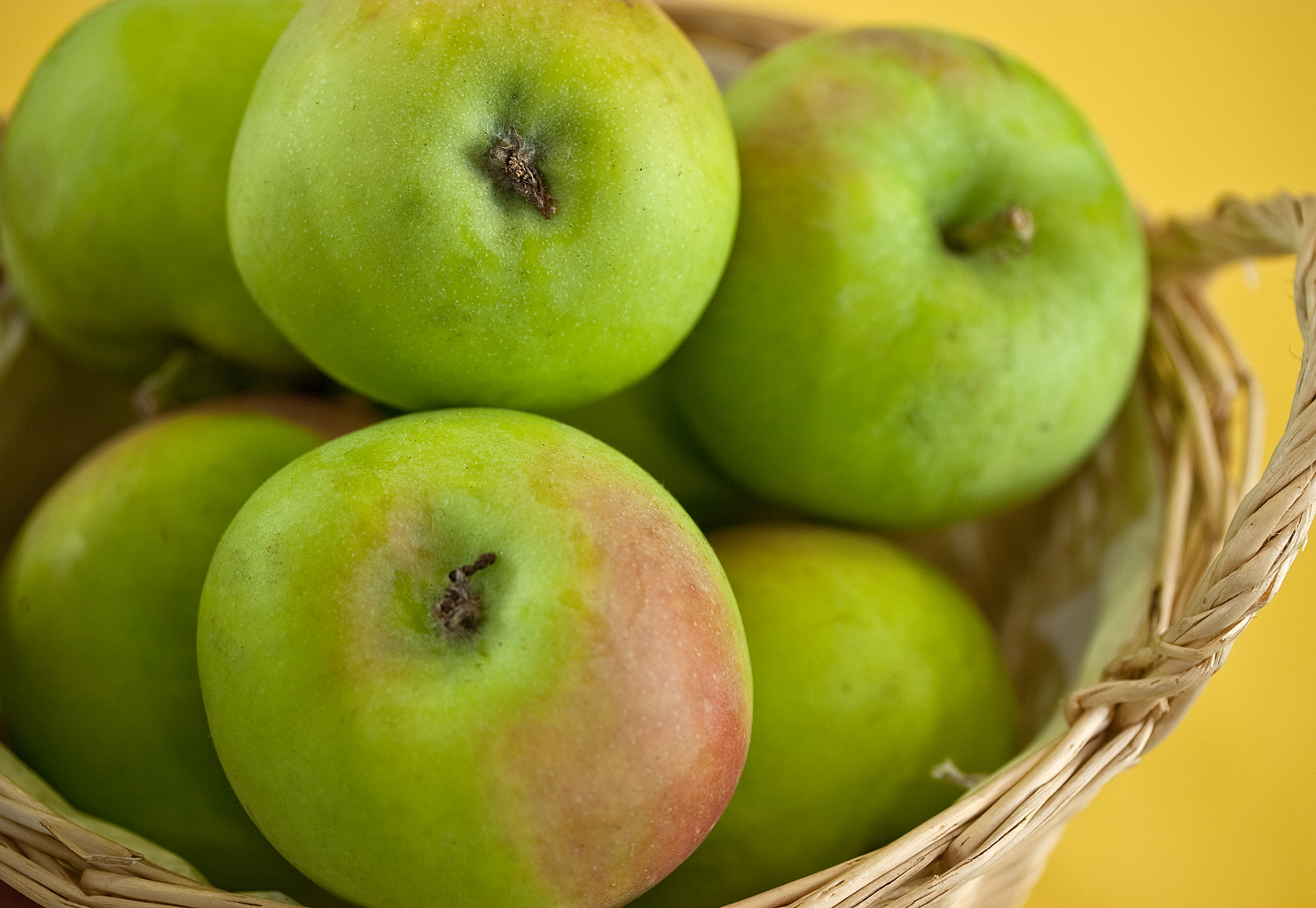

Bolero är en äppelsort vars skal är av en grön och närmast rosa färg. Fruktköttet som är fast har en frisk och saftig smak. Äpplet mognar i september och äpplet är främst ett ätäpple. I Sverige odlas Bolero gynnsammast i zon 1–3.